# Чемпионат СССР по тяжёлой атлетике 1980
55-й чемпионат СССР по тяжёлой атлетике прошёл с 12 по 18 мая 1980 года в универсальном спорткомплексе «Измайлово» в Москве (РСФСР). В нём приняли участие 143 атлета, которые были разделены на 10 весовых категорий и соревновались в двоеборье (рывок и толчок).

## Медалисты
| Категория    | Золото                                              | Золото                 | Серебро                                            | Серебро                | Бронза                                           | Бронза                 |
| До 52 кг     | Каныбек Осмоналиев «Буревестник» (Фрунзе)           | 245 кг (107,5 + 137,5) | Александр Сеньшин Вооружённые Силы (Ворошиловград) | 245 кг (102,5 + 142,5) | Бронислав Рыжик «Авангард» (Запорожье)           | 235 кг (105 + 130)     |
| До 56 кг     | Виктор Веретенников «Труд» (Волгоград)              | 265 кг (115 + 150)     | Николай Захаров «Труд» (Кемерово)                  | 257,5 кг (112,5 + 145) | Руслан Дю Вооружённые Силы (Минск)               | 250 кг (112,5 + 137,5) |
| До 60 кг     | Виктор Мазин «Енбек» (Шахтинск)                     | 292,5 кг (130 + 162,5) | Владимир Головко «Буревестник» (Новосибирск)       | 282,5 кг (122,5 + 160) | Сергей Минин «Зенит» (Казань)                    | 275 кг (127,5 + 147,5) |
| До 67,5 кг   | Авсет Авсетов Вооружённые Силы (Москва)             | 312,5 кг (137,5 + 175) | Вячеслав Андреев «Динамо» (Кокчетав)               | 310 кг (130 + 180)     | Сергей Певзнер Вооружённые Силы (Ростов-на-Дону) | 310 кг (135 + 175)     |
| До 75 кг     | Василий Денисов Вооружённые Силы (Пермь)            | 340 кг (152,5 + 187,5) | Александр Логутов «Труд» (Новокуйбышевск)          | 335 кг (145 + 190)     | Вахид Хамидов «Труд» (Грозный)                   | 325 кг (150 + 175)     |
| До 82,5 кг   | Владимир Киселёв «Труд» (Красноярск)                | 360 кг (160 + 200)     | Валерий Смирнов Вооружённые Силы (Ленинград)       | 355 кг (155 + 200)     | Санасар Манукян «Спартак» (Ереван)               | 355 кг (157,5 + 197,5) |
| До 90 кг     | Владимир Ильин «Динамо» (Симферополь)               | 377,5 кг (170 + 207,5) | Анзор Алтуев «Спартак» (Нальчик)                   | 375 кг (170 + 205)     | Владимир Краснобаев Вооружённые Силы (Винница)   | 370 кг (160 + 210)     |
| До 100 кг    | Игорь Никитин Вооружённые Силы (Московская область) | 397,5 кг (180 + 217,5) | Виктор Наниев «Динамо» (Орджоникидзе)              | 390 кг (180 + 210)     | Валерий Кравчук «Буревестник» (Жёлтые Воды)      | 390 кг (175 + 215)     |
| До 110 кг    | Вячеслав Клоков «Спартак» (Малаховка)               | 405 кг (182,5 + 222,5) | Георгий Манжос Вооружённые Силы (Ростов-на-Дону)   | 390 кг (170 + 220)     | Александр Золотуев «Водник» (Холмск)             | 377,5 кг (172,5 + 205) |
| Свыше 110 кг | Владимир Марчук «Буревестник» (Москва)              | 427,5 кг (185 + 242,5) | Анатолий Писаренко «Динамо» (Киев)                 | 425 кг (185 + 240)     | Не разыграна                                     |                        |